# Parafia Miłosierdzia Bożego w Three Rivers
Parafia Miłosierdzia Bożego w Three Rivers (ang. Divine Mercy Parish) – parafia rzymskokatolicka  położona w Three Rivers, Massachusetts, Stany Zjednoczone.
Jest ona jedną z wielu etnicznych, polonijnych parafii rzymskokatolickich w Nowej Anglii z mszą św. w j. polskim dla polskich imigrantów.
Ustanowiona w 2010 roku w wyniku połączenia parafii Świętych Apostołów Piotra i Pawła i parafii św. Anny.
Została dedykowana Miłosierdziu Bożemu.

## Nabożeństwa w j. polskim
- Niedziela: 8:00